# Fodnestunnel
Der Fodnestunnel ist ein einröhriger Straßentunnel zwischen Lærdalsøyri und Aspevik in der Kommune Lærdal in der norwegischen Provinz Vestland. Der Tunnel im Verlauf des Riksvei 5 ist 6604 m lang.